# Francisco Bascuñán Álvarez
Francisco Bascuñan Álvarez fue un político y empresario minero e industrial.
Fue el 3° y 5° Alcalde de Antofagasta, además de ser Comandante de la "Guardia de Orden" creada por el municipio para colaborar a la Policía en la seguridad y orden de pueblo, la cual un tiempo después fue desintegrada.
Pero el 18 de febrero de 1874 el señor Bascuñán inició la reorganización la “Guardia del Orden” dividiéndola en seis compafiias para el mejor servicio”, en circunstancias que el Coronel Miguel Santa Cruz había encabezado una revolución en Caracoles. Temiendo los pobladores de este puerto que los insurrectos pudieran llegar hasta aquí, acordaron unánimemente reorganizar la ya extinguida Guardia. Además formó parte del primer cuerpo de Bomberos como Comandante.